# 下田恒幸
下田 恒幸（しもだ つねゆき、1967年〈昭和42年〉8月18日 - ）は、日本のフリーアナウンサー。東京都町田市出身。

## 来歴
東京都町田市出身。会社員だった父親の仕事の都合で小学校3年から4年間、ブラジル・サンパウロに在住。日本人学校の同級生に感化されサッカーに親しむ生活を送るようになり、その中でブラジルのラジオから流れる“ずっとしゃべっている”サッカー実況に興味を持ち、アナウンサーを志すようになる。帰国後、町田市立つくし野中学校、東京都立町田高等学校を経て慶應義塾大学経済学部を卒業。
就職活動時には複数の放送局のアナウンサー職を受験し、2つの地方局から内定を得る。当初は競馬中継を持っている別の放送局に入社しようとしたが、仙台放送の担当者から「全国ネットの中継に携わる機会がたくさんある」と説得されて翻意、1990年（平成2年）に仙台放送入社。この年に宮城県で行われた全国高等学校総合体育大会サッカー競技大会で土橋正樹擁する東北学院高校が出場した準決勝を実況付きで取材したのが初めてのサッカー実況だったという。その後しばらくサッカーから離れて音楽番組などを担当するが、入局5年目の1995年に東北電力サッカー部が日本プロサッカーリーグ（Jリーグ）入りを目指して「ブランメル仙台」と改名して挑んだ第18回全国地域リーグ決勝大会（地域決勝、現・全国地域サッカーチャンピオンズリーグ）を取材したことを契機に本格的にサッカー中継に携わることになる。ブランメルはこの時の地域決勝を制してジャパンフットボールリーグ（旧JFL）に参戦するが、この当時の取材の経験が、その後のサッカー実況に携わる上においての基礎となったという。
ブランメル時代は年1-2試合程度の中継にとどまっていたが、ブランメルがJ2発足時に「ベガルタ仙台」としてJリーグに参入後、2004年（平成16年）に仙台放送がJ SPORTSのベガルタ仙台戦中継の制作協力を行った関係で年間10試合以上のサッカー実況を行って経験を積む。しかし、翌年仙台放送がJ SPORTSの制作協力を断ることになり「自分の実況者としての可能性をとことん突き詰めたほうが人生悔いはない」との思いを抱いて入局15年目の2005年（平成17年）に仙台放送を退社。帰京しフリーアナウンサーとして主にCS放送のサッカーとモータースポーツ中継を中心に活動している。
近年スカパー!のサッカー中継では2010年（平成22年）にはFIFAワールドカップの現地中継（日本対カメルーン戦ほか）等を担当。2011年（平成23年）にはUEFAヨーロッパリーグの決勝、2012年にはUEFAチャンピオンズリーグの決勝を担当している。サッカーの実況は年間で200試合以上を担当しているという。

## エピソード
- サッカーどころとして知られる町田の出身だが、ブラジル移住前はサッカー関連の話題を見聞きすることもなく、父親の影響で読売ジャイアンツファンの野球少年だった[1]。サッカーのプレー経験もあるが、高校1年で辞めた[2]。
- 下田自身の「心のクラブ」は、ブラジル在住当時にジーコが在籍していたCRフラメンゴ[1]。
- 慶應義塾大学3年の時に三田祭の実行委員を務めたことがあり[1]、ライブに伊藤多喜雄を呼ぼうとしたが却下された[1]。
- 仙台放送時代に担当していた深夜の音楽番組「夜は変ホ短調」は、前身の深夜番組を任された下田がロック音楽好き（特にハードロック・ヘヴィメタルのファン）だったことからMTV Headbangers Ballを真似たコーナーを作ったところ好評を得たのをきっかけに単独番組として制作されたものである[3]。
- 仙台放送時代のエピソードとして、“それまで海外アーティストの来ることが少なかった仙台でのコンサートを開催しようと、番組内でMR. BIG仙台公演実現のための署名を呼びかけ、実現にこぎつけた”ということが語られることがあるが、これは実際には元々仙台でのライブが内々に決まっていたMr. BIGを、あたかも「署名で呼んだようにして盛り上げよう」と、下田がラジオ番組をやっていた女性MCと共謀して企てた“仕掛け”だった[3]。
- J SPORTSの実況中継では玉乃淳が解説した回でのやりとりが話題になり、2014年12月3日放送のバラエティ番組「マツコ&有吉の怒り新党」では「新3大・試合より気になる放送席」の一つとして下田・玉乃コンビが取り上げられている。玉乃の解説を無視するような実況を行っていることに対して、下田は「玉乃くんが拾いようのない事を言うから拾わない」と語る[2]一方で、下田は玉乃の解説について「解説というより感覚的な感想が多い」としつつも「その試合や1つのプレーや、サッカーそのものをものすごく楽しんで、乗っかっちゃっている感じの波長が（自分と）近い」と述べている[3]。
- 実況中継の冒頭（導入部）で試合についての想いを語る「口上」を入れることが多く、これを下田本人は「イントロ」と称している[2]。特に2010 FIFAワールドカップ・日本vsカメルーンの試合前の「イントロ」は名言として語られることが多い[2][4]。

## 現在の担当番組
- サッカー中継
  - Jリーグ（J1・J2）（DAZN）
  - プレミアリーグ（SPOTV NOW）
  - YBCルヴァンカップ、ブンデスリーガ、国際親善試合、EURO予選、マンチェスター・ユナイテッドTV（フジテレビワンツーネクスト）
  - WINNER’S実況
- Foot!（J SPORTS）
- J SPORTS HOOP!（J SPORTS）
- スーパーバイク世界選手権（J SPORTS）
- Toyota Motor sports Network（フジテレビTWO）
- プロ野球ニュース（フジテレビONE）

## 過去の担当番組
フリー転向後
- REDS NAVI（テレ玉）
- SUPER GT（オフィシャル映像。放送はJ SPORTS、テレビ東京 SUPER GT+）
- F1中継、GP2、F1 LEGENDS -THE BEST GP 85'-86'（フジテレビTWO・フジテレビNEXT）
- ニッチでロックな木曜ブンデス(Youtube、サッカーキングチャンネル ) 2020年10月1日 - 2023年6月22日 (2020年に元女子日本代表サッカー監督の鈴木良平と共に木曜に配信企画として成立、それ以前も単発企画として参加。)

テレビせとうちでのプロアマゴルフやバレーボール・プレミアリーグ中継の実況も不定期で担当している（テレビせとうちにはスポーツ実況をこなせるアナウンサーが在籍していないため）。
仙台放送在籍時
- スポーツ中継（ベガルタ仙台戦、東北楽天ゴールデンイーグルス戦、春の高校バレー、JCBクラシック仙台、国際千葉駅伝、出雲全日本大学選抜駅伝競走、ワールドカップバレーボール、フォーミュラ・ニッポンなど）
- ヨジテレビ!（レポーター）
- 夜は変ホ短調
- 夕やけTV編集局
- M★KIDS（Datefmとの共同制作）
- J SPORTSでのスポーツ中継（2004年、J SPORTS STADIUMでの東北地方試合の実況・スポーツランドSUGO開催でのフォーミュラ・ニッポン中継実況など）
- スカパー!でのJ2リーグ・ベガルタ仙台ホーム戦中継（2004年）
- 第1回サッカー東アジア選手権（2003年）中国対香港戦（フジテレビ739＝現・フジテレビONE＝で中継）

毎年元日未明にDate fmにて井上崇アナウンサーと特別番組「たかしもだ国技場」のパーソナリティーをするのが恒例となっていた。

## 参考資料
- 土屋雅史 (2020年3月27日). “『Foot!』Five Stories〜下田恒幸(前編)〜（2017年3月15日掲載）”.  J SPORTS. 2020年3月29日閲覧。
- 土屋雅史 (2020年3月28日). “『Foot!』Five Stories〜下田恒幸(後編)〜”.  J SPORTS. 2020年3月29日閲覧。
- 玉乃淳 (2016年10月20日). “「声に想いを乗せて」～実況・下田恒幸アナウンサー”. Yahoo!ニュース. 2016年10月20日閲覧。

### 注記
1. ↑  東北楽天ゴールデンイーグルスが設立され、スポーツ中継のリソースを割けなくなったことが理由だという[3]。